# Вальдемар Молодой
Вальдемар Молодой (дат. Valdemar den Unge; 1209 — 1231) — младший король Дании в 1215—1231 годах; правил совместно со своим отцом Вальдемаром II.
Он не пережил своего отца, поэтому никогда не правил единолично. Его иногда называют Вальдемаром III, например, его надгробие на латыни гласит: Waldemarus Tertius Rex Daniae, Filius Waldemari Secundi, что в переводе означает «Вальдемар Третий, король Дании, сын Вальдемара Второго». Но в европейской исторической науке имя «Вальдемар III» чаще используется для обозначения правившего в XIV столетии короля Вальдемара Шлезвигского.

## Биография

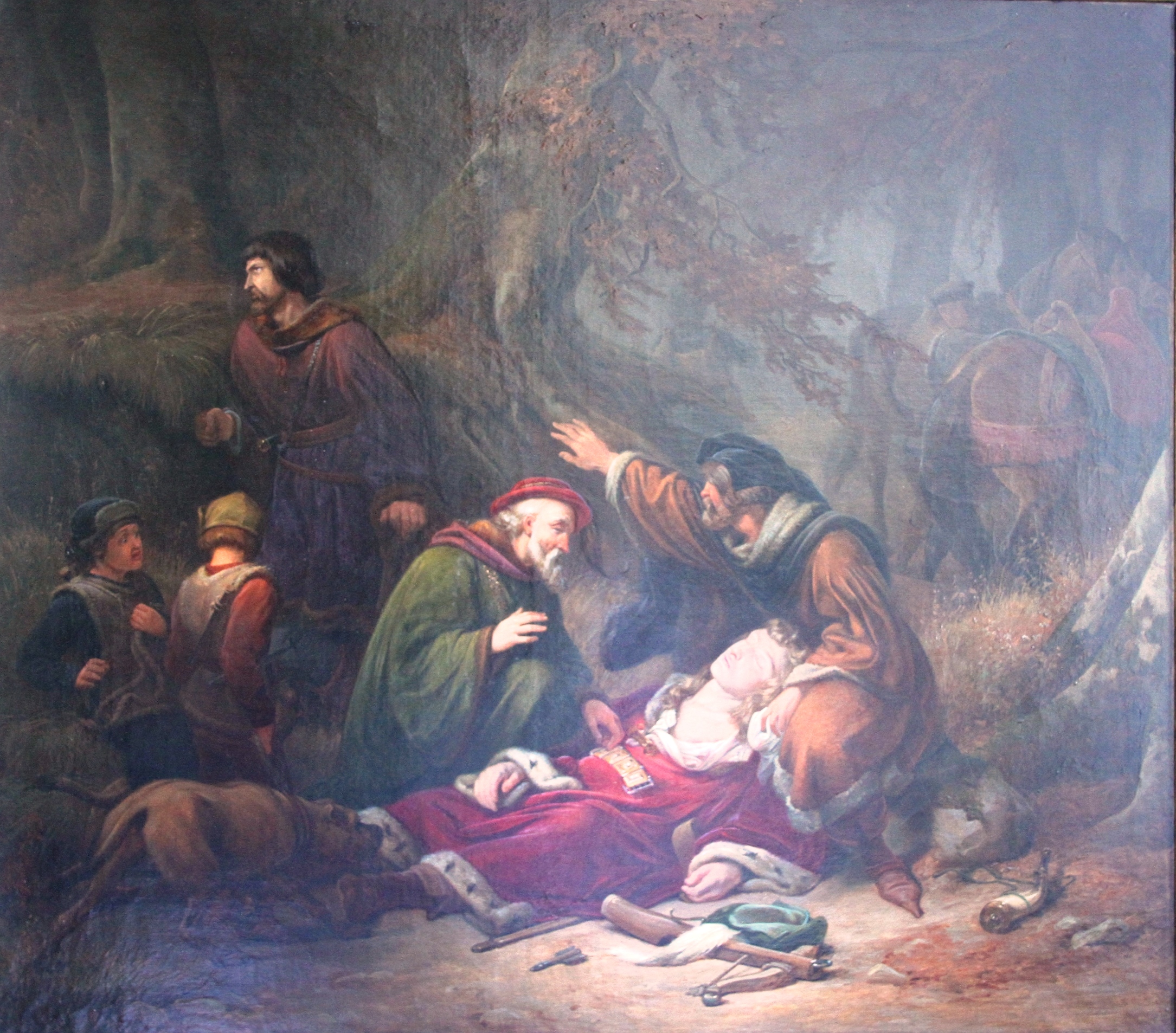
«Смерть Вальдемара Молодого». Худ. Кристиан Эмиль Андерсен, 1843 г.

Вальдемар родился в 1209 году. Он был старшим ребёнком от первого брака своего отца. Его мать, королева Дагмара, умерла при родах в 1212 году, оставив мужа вдовцом с маленьким сыном; датчане очень её любили благодаря её благочестию и доброте по отношению к простым людям.
Король Вальдемар через два года женился на португальской инфанте Беренгарии. У Вальдемара появились сводные братья Эрик, Абель и Кристофер; и сестра София. Его новая мачеха, красивая и надменная женщина, была непопулярна и презираема датским народом. Когда Беренгария умерла при родах в 1221 году, король Вальдемар больше не женился.
На встрече датских магнатов, которую король Вальдемар организовал в Самсё в 1215 году, все согласились принести клятву верности Вальдемару Молодому. Вскоре после этого он был избран сокоролём Дании в Виборге; это практиковалось французской династией Капетингов и позже во многих европейских монархиях. Герцогство Вальдемара — Шлезвиг — перешло к его младшему брату Эрику.
Во время большого праздника в Шлезвиге летом 1218 года, в котором приняли участие пятнадцать  епископов и три герцога, Вальдемар был помазан и коронован как младший король Дании. Он вместе со своим отцом принимал участие в неудачной охоте на острове Люэ в 1223 году, где оба короля были взяты в плен Генрихом I Шверинским, и Вальдемар находился в тюрьме до Пасхи 1226 года. За освобождение венценосных отца и сына граф Генрих потребовал, чтобы Дания вернула земли, завоеванные в Гольштейне 20 лет назад, и стала вассалом императора Священной Римской империи. Датские посланники отказались выполнить эти условия, и Дания объявила войну. Пока короли были в тюрьме, большинство немецких территорий отделились от Дании, и удерживать их была послана датская армия. Война закончилась поражением датских войск под командованием Альберта Орламюндского в Мёльне в 1225 году. Чтобы освободиться Вальдемар II должен был признать отколовшиеся территории в Германии, заплатить 44 тысячи серебряных марок, подписать обещание не мстить графу Генриху и отправить своего сына Эрика в тюрьму вместо этого.
24 июня 1229 года в Рибе Вальдемар Молодой женился на Элеоноре Португальской, дочери португальского короля Афонсу II. Брак был устроен епископом Ганнером из Виборга, которого пара любила как отца. Они были женаты в течение двух лет; королева Элеонора умерла при родах 28 августа 1231 года. Ребёнок также вскоре умер.
28 ноября 1231 года Вальдемар Молодой был случайно застрелен во время охоты в Рефсне, недалеко от Калуннборга. Он умер в тот же день. Вальдемара любили за его мягкость и доброту и он был очень популярен среди простого народа. Его гибель стала огромным горем для всей страны. Он был похоронен в церкви Святого Бендта в Рингстеде рядом с женой, королевой Элеонорой. После его смерти король сделал его младшего брата Эрика своим соправителем. Король Вальдемар II умер десять лет спустя и ему наследовал Эрик.

## В кино
Детским годам Вальдемара Молодого посвящён историко-приключенческий фильм режиссёра Петера Флинта «Глаз орла» (дат. Ørnens øje, 1997).